# 布迪椰子
布迪椰子（学名：Butia capitata）又名冻子椰子，是棕榈科布迪椰子属的一种植物。

## 形态
常绿小乔木，茎单生，高7～8米，灰色,粗壮,平滑,但有老叶痕。典型的羽状叶,长约2米,叶柄明显弯曲下垂,叶柄具刺,叶片蓝绿色。
花序源于下层的叶腋,逐渐往上层叶腋生长。果实为椭圆形,长2.5厘米,黄至红色,肉甜。
- 种子标本

## 分布
原产于南美洲巴西的米纳斯吉拉斯州和戈亚斯州。